# ميخائيل وايس (ملحن)
ميخائيل وايس (بالإنجليزية: Michael Weiss)‏ هو عازف جاز وملحن وعازف بيانو أمريكي، ولد في 10 فبراير 1958 في دالاس في الولايات المتحدة.

## وصلات خارجية
- مايكل فايس على موقع ميوزك برينز (الإنجليزية)
- مايكل فايس على موقع أول ميوزيك (الإنجليزية)
- مايكل فايس على موقع ديسكوغز (الإنجليزية)